# PowerJet SaM146

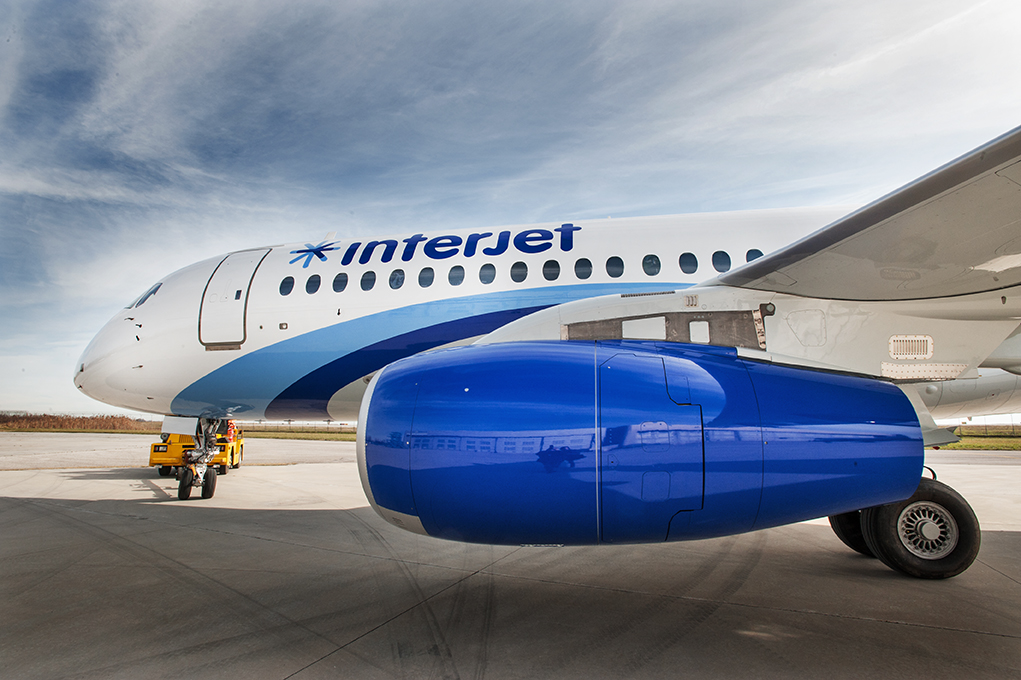
Vista lateral del SaM146 en un Sukhoi Superjet 100-95B de Interjet (XB-JLG).

El PowerJet SaM146 es un motor civil desarrollado por la compañía conjunta PowerJet formada por el fabricante aeronáutico francés Snecma y el ruso NPO Saturn.

## Diseño y desarrollo
El SaM146 es un motor diseñado desde cero para ser instalado exclusivamente en aviones regionales. El núcleo lo diseñó el fabricante Snecma, a partir del motor militar Snecma M88 y del proyecto DEM21, en el que incluyó un compresor de 6 etapas. El SaM146 es capaz de generar de 62 a 77,8 kN de empuje (6.200 a 7.700 kg).

## Aplicaciones
- Be-200[3]

SaM146 1S17
- Sukhoi Superjet 100/95

SaM146 1S18
- Sukhoi Superjet 100/95LR

### Motores similares
- General Electric CF34
- Pratt & Whitney PW6000
- Progress D-436
- Rolls-Royce BR700
- Rolls-Royce Tay (turbofan)

### Listas relacionadas
- Anexo:Motores aeronáuticos